# Olympische Sommerspiele 2024/Gewichtheben – Superschwergewicht (Frauen)
Das Gewichtheben der Frauen in der Klasse über 81 kg (Superschwergewicht) bei den Olympischen Sommerspielen 2024 in Paris fand am 11. August 2024 in der Arena Paris Sud 6 statt. Titelverteidigerin im Superschwergewicht ist die Chinesin Li Wenwen, die in Tokio mit einer Zweikampfleistung von 320 kg gewann. Damals wurde der Wettkampf im Superschwergewicht als Klasse über 87 kg ausgetragen. Durch die Reduzierung der Gewichtsklassen von sieben auf fünf bei den Frauen zu den Spielen in Paris wurde das minimale Körpergewicht im Superschwergewicht auf 81 kg abgesenkt. In Paris konnte Li Wenwen mit einem Zweikampfergebnis von 309 kg erneut die Goldmedaille gewinnen.

## Titelträgerinnen
| Olympische Spiele 2020         | Li Wenwen       | 320 kg * | Tokio     |
| Weltmeisterschaften 2023       | Park Hye-jeong  | 289 kg * | Riad      |
| Afrikameisterschaften 2024     | Halima Abbas    | 262 kg * | Ismailia  |
| Panamerikameisterschaften 2024 | Lisseth Ayoví   | 269 kg * | Caracas   |
| Asienmeisterschaften 2024      | Park Hye-jeong  | 293 kg * | Taschkent |
| Europameisterschaften 2024     | Emily Campbell  | 263 kg * | Sofia     |
| Ozeanienmeisterschaften 2024   | Iuniarra Sipaia | 265 kg * | Auckland  |

## Rekorde
Vor Beginn der Olympischen Spiele waren folgende Rekorde gültig:
| Weltrekord         | Reißen    | Li Wenwen | 148 kg | Taschkent | 25. April 2021 |
| Weltrekord         | Stoßen    | Li Wenwen | 187 kg | Taschkent | 25. April 2021 |
| Weltrekord         | Zweikampf | Li Wenwen | 335 kg | Taschkent | 25. April 2021 |
|                    |           |           |        |           |                |
| Olympischer Rekord | Reißen    | Li Wenwen | 140 kg | Tokio     | 2. August 2021 |
| Olympischer Rekord | Stoßen    | Li Wenwen | 180 kg | Tokio     | 2. August 2021 |
| Olympischer Rekord | Zweikampf | Li Wenwen | 320 kg | Tokio     | 2. August 2021 |

## Qualifikation
Die zehn höchstplatzierten Athletinnen der Qualifikationsrangliste erhielten einen Quotenplatz. Dabei war nur eine Athletin pro Land zu berücksichtigen. Pro Geschlecht durften jedoch nur maximal drei Sportler eines NOKs über drei Gewichtsklassen verteilt eingesetzt werden. Zudem war ein Quotenplatz für denjenigen kontinentalen Verband vorgesehen, dessen Athletinnen sich nicht über die Qualifikationsrangliste einen Startplatz sichern konnten. Dabei erhielt die höchstplatzierte teilnahmeberechtigte Athletin dieses kontinentalen Verbandes den Quotenplatz. Um teilnahmeberechtigt zu sein, mussten die Athletinnen an den Weltmeisterschaften 2023, dem IWF World Cup 2024 und an mindestens drei weiteren Qualifikationsturnieren teilnehmen.

## Endergebnis
| Rang | Athletin            | Nation                  | Kgw. | Reißen (kg) | Reißen (kg) | Reißen (kg) | Reißen (kg) | Stoßen (kg) | Stoßen (kg) | Stoßen (kg) | Stoßen (kg) | Zweikampf |
| Rang | Athletin            | Nation                  | Kgw. | 1           | 2           | 3           | Gesamt      | 1           | 2           | 3           | Gesamt      | Zweikampf |
| ---- | ------------------- | ----------------------- | ---- | ----------- | ----------- | ----------- | ----------- | ----------- | ----------- | ----------- | ----------- | --------- |
| 1    | Li Wenwen           | China                   |      | 130         | 136         | —           | 136         | 167         | 173         | 174         | 173         | 309       |
| 2    | Park Hye-jeong      | Südkorea                |      | 123         | 127         | 131         | 131         | 163         | 168         | 173         | 168         | 299       |
| 3    | Emily Campbell      | Großbritannien          |      | 119         | 123         | 126         | 126         | 162         | 169         | 174         | 162         | 288       |
| 4    | Lisseth Ayoví       | Ecuador                 |      | 117         | 121         | 123         | 123         | 156         | 160         | 162         | 160         | 283       |
| 5    | Mary Theisen-Lappen | Vereinigte Staaten      |      | 115         | 118         | 119         | 119         | 155         | 162         | 165         | 155         | 274       |
| 6    | Duangaksorn Chaidee | Thailand                |      | 120         | 120         | 120         | 120         | 152         | 156         | 160         | 152         | 272       |
| 7    | Halima Abbas        | Ägypten                 |      | 110         | 115         | 118         | 115         | 135         | 140         | 145         | 145         | 260       |
| 8    | Naryury Pérez       | Venezuela               |      | 114         | 117         | 117         | 114         | 140         | 145         | —           | 145         | 259       |
| 9    | Crismery Santana    | Dominikanische Republik |      | 111         | 115         | 118         | 118         | 140         | 140         | 140         | 140         | 258       |
| 10   | Tursunoy Jabborova  | Usbekistan              |      | 112         | 116         | 118         | 118         | 133         | 138         | 138         | 133         | 251       |
| 11   | Iuniarra Sipaia     | Samoa                   |      | 100         | 105         | 110         | 105         | 141         | 141         | 148         | 141         | 246       |
| 12   | Nurul Akmal         | Indonesien              |      | 105         | 110         | 110         | 105         | 140         | 145         | 151         | 140         | 245       |